# Линдстедт, Роберт
Роберт Линдстедт (швед. Robert Lindstedt; род. 19 марта 1977, Сундбюберг) — шведский профессиональный теннисист, специализировавшийся на игре в парах, бывшая третья ракетка мира в парном разряде. Победитель одного турнира Большого шлема в парном разряде (Открытый чемпионат Австралии-2014); четырёхкратный финалист турниров Большого шлема (каждый раз — на Уимблдоне — три раза в парном разряде, один раз в миксте); победитель 23 турниров ATP в парном разряде; обладатель командного кубка мира (2008) в составе национальной сборной Швеции.

## Общая информация
Роберт — один из трёх детей Бибби и Моргана Линдстедтов; его сестру зовут Анника, а брата — Никлас. Вся троица с детства играла в теннис, но до элитного профессионального уровня добрался лишь Роберт. Линдстедт-младший впервые взял ракетку в руки в четыре года.

## Спортивная карьера

### Начало карьеры
Во время учёбы в США в университете Фресно и Университете Пеппердайна Линдстедт дважды включался в символическую студенческую сборную США, а в 1998 году дошёл до финала студенческого чемпионата США в парном разряде. В том же году он начал профессиональную теннисную карьеру, с августа по декабрь выиграв четыре «фьючерса» в парном разряде.
В феврале 2001 года в Вольфсбурге Линдстедт выиграл свой первый турнир класса «челленджер». Его партнёром на этом турнире был другой швед, Фредрик Ловен. В сентябре в Польше Линдстедт впервые выиграл турнир «фьючерс» в одиночном разряде, а за следующий год — ещё три таких турнира. В этом году он почти не играл в парном разряде и потерял завоёванные в прошлом позиции в рейтинге. За следующий год, однако, он победил в двух «челленджерах» и шести «фьючерсах», вернувшись в третью сотню рейтинга, а в 2004 году, выиграв три «челленджера», выйдя во второй круг на Уимблдоне и дойдя до полуфинала на турнире АТР в Меце, впервые вошёл в сотню лучших игроков в парном разряде. Он также впервые в карьере дошёл до финала «челленджера» в одиночном разряде, победив четырёх соперников, находящихся выше его в рейтинге.

### 2005—2009
В 2005 году Линдстедт прекратил выступления в одиночном разряде, сосредоточившись на игре в парах. В сентябре в Хошимине он вышел в свой первый финал турнира АТР. В 2006 году он уже дважды побывал в финалах турниров АТР, в том числе на турнире категории ATP Gold в Штутгарте, а в 2007 году завоевал первый в карьере титул на турнире АТР, выиграв с Яркко Ниеминеном турнир в Мумбаи, а через неделю шагнул на следующую ступень, победив на Открытом чемпионате Японии, турнире уровня ATP Gold. В этом же году его впервые пригласили в сборную Швеции на матч Кубка Дэвиса с командой Аргентины.
В 2008 году Линдстедт выиграл командный чемпионат мира в составе сборной Швеции, последовательно переиграв в паре с Робином Сёдерлингом соперников из Аргентины, Чехии, США и России, а потом дошёл с Кевином Андерсоном до четвертьфинала Уимблдонского турнира, где они в первом круге победили одну из сильнейших пар мира, Симона Аспелина и Юлиана Ноула. После этого он победил на турнире класса ATP Gold в Вашингтоне, а затем с Яркко Ниеминеном дошёл до четвертьфинала Открытого чемпионата США, победив в третьем круге фаворитов турнира, чемпионов Уимблдона Даниэля Нестора и Ненада Зимонича.
В 2009 году основным партнёром Линдстедта стал Мартин Дамм из Чехии. Уже в начале сезона они выиграли два турнира, после чего Линдстедт впервые в карьере вошёл в число двадцати лучших теннисистов мира в парном разряде. Всего же за сезон они выиграли три турнира, в том числе турнир АТР 500 в Вашингтоне, где победили две посеянных пары из числа сильнейших в мире, и ещё дважды играли в финалах (до ещё одного финала Линдстедт дошёл в паре с Сёдерлингом).

### 2010—2014
2010 год Линдстедт начал с австрийцем Юлианом Ноулом, но затем его постоянным партнёром стал Хория Текэу из Румынии. С апреля по август Линдстедт и Текэу выиграли четыре турнира, в том числе в Хертогенбосе, где в финале им противостояла третья пара мира, Лукаш Длоуги и Леандер Паес. С Текэу Линдстедт также дошёл до первого в карьере финала турнира Большого шлема. Это произошло на Уимблдоне, где они, будучи посеяны шестнадцатыми, победили четвёртую и одиннадцатую пары, но уступили в финале несеяным соперникам. В 2011 году Линдстедт и Текэу продолжали выступать вместе и на Уимблдоне сумели повторить прошлогодний успех, на этот раз проиграв в финале занимающим первое место в мире среди пар братьям Брайанам. В конце 2011 года, за который они выиграли два турнира и ещё пять раз проиграли в финалах, Линдстедт и Текэу сыграли в финальном турнире АТР-тура, где, однако, уступили в двух встречах из трёх на групповом этапе и в полуфинал не вышли. Тем не менее Линдстедт впервые закончил год в Top-20 рейтинга АТР в парном разряде. Успешные выступления в паре с Текэу продолжались и в 2012 году. Швед и румын семь раз за год выходили в финалы турниров АТР, включая уже третий за карьеру Линдстедта Уимблдонский турнир, и четыре из них выиграли, второй год подряд попав в итоговый турнир сезона, но, как и в 2011 году, остановившись на групповом этапе. Сам Линдстедт в августе 2012 года, после финала Уимблдона и победы в турнире высшей категории в Цинциннати (где в полуфинале они с Текэу одолели только что выигравших Олимпиаду братьев Брайанов), поднялся в рейтинге до пятого места, а год завершил на восьмом.
Осенью 2012 года было объявлено о распаде дуэта. Роберт в сезоне-2013 намеревался играть с Ненадом Зимоничем. В октябре серб и швед провели первый прикидочный турнир, дойдя вместе до финала соревнований в Стокгольме. Союз, впрочем, не продлился долго — в начале 2013 года Линдстедт и Зимонич сыграли в двух финалов турниров серии ATP 500, но не сумев хоть раз пробиться даже в полуфинал на Открытом чемпионате Австралии и паре американских мартовских турниров высшей категории предпочли расстаться. Грунтовый и травяной сезон, а также регулярную часть US Open Series швед отыграл в паре с Даниэлем Нестором, где также отмечался не слишком стабильными результатами: альянс лишь раз добрался до финала (в Барселоне), вышел в четвертьфинал на Уимблдоне и полуфинал на супертурнире в Канаде (переиграв братьев Брайанов). Год Линдстедт доигрывал со множеством случайных партнёров, в Стокгольме даже воспользовавшись услугами несколько лет не игравшего в протуре Йонаса Бьоркмана и дойдя с ним до финала. В конечном счёте, хотя Линдстедт и поднялся в мае до рекордного в своей карьере третьего места в рейтинге, дальнейших результатов по итогам сезона оказалось достаточно для места в первой двадцатке рейтинга, но не в десятке.
2014 год принёс Линдстедту первый в карьере титул на турнирах Большого шлема. Это случилось уже на Открытый чемпионат Австралии по теннису 2014 в мужском парном разряде, где Линдстедт и поляк Лукаш Кубот по ходу переиграли четвёртую пару турнира Иван Додиг-Марсело Мело, а в финале взяли верх над несеяной парой Эрик Буторак-Равен Класен — обидчиками посеянных под первым номером братьев Брайанов.
| Стадия  | Соперники (посев)                      | Рейтинг    | Счёт            |
| 1 раунд | Федерико Дельбонис Альберт Рамос       | 229 / 235  | 6-3 6-2         |
| 2 раунд | Бенджамин Митчелл Джордан Томпсон (WC) | 476 / 1557 | 6-1 6-3         |
| 3 раунд | Иван Додиг Марсело Мело (4)            | 7 / 5      | 5-7 6-4 6-4     |
| 1/4     | Максим Мирный Михаил Южный             | 26 / 77    | 6-4 5-7 6-2     |
| 1/2     | Микаэль Льодра Николя Маю (13)         | 25 / 31    | 6-4 6-7(12) 6-3 |
| Финал   | Эрик Буторак Равен Класен              | 48 / 45    | 6-3 6-3         |

Хотя в дальнейшем шведско-польская пара ни разу не играла в финалах, а свой лучший результат показала на Открытом чемпионате Франции, пробившись в четвертьфинал, в конце года она была допущена к участию в итоговом турнире АТР. Там Кубот и Линдстедт одержали победы во всех трёх матчах группового этапа — в том числе и над Брайанами — и вышли в полуфинал, где встретились с Додигом и Мело, взявшими реванш за поражение в Мельбурне. За год Линдстедт, закончивший сезон на 13-м месте в парном рейтинге, заработал почти полмиллиона долларов.

### 2015—2021
2015 год Линдстедт начал в паре с другим польским спортсменом Марцином Матковским, но весной его постоянным партнёром стал Юрген Мельцер (с которым они побывали в финале турнира АТР в Стамбуле), а с конца июня — Доминик Инглот. Именно с Инглотом шведский теннисист показал два лучших результата в сезоне, вначале выиграв турнир в Уинстон-Сейлеме, а затем впервые в карьере дойдя до полуфинала Открытого чемпионата США. В Нью-Йорке Линдстедт и Инглт обыграли две ведущих пары — Марсело Мело-Иван Додиг и Рохан Бопанна-Флорин Мерджа. В завершение сезона они также дошли до полуфинала турнира Мастерс в Париже, но этого хватило Линдстедту лишь на 26-е место в рейтинге по итогам года.
Хотя в 2016 году Линдстедту не удалось повторить прошлогодний успех на Открытом чемпионате США, до четвертьфинала там он дошёл, на этот раз с пакистанцем Куреши, обыграв по пути десятую и пятую сеяные пары. Осенью Линдстедт дважды выходил в финал турниров АТР — в Шэньчжэне и Базеле, — завоевав один титул с Фабио Фоньини. В Базеле Линдстедт и Майкл Винус сумели переиграть две из сильнейших пар мира (Равен Класен-Раджив Рам и Хория Текэу-Жан-Жюльен Ройер), но проиграли в финале паре Джек Сок-Марсель Гранольерс. В итоге Линдстедт в 13-й раз подряд окончил сезон в сотне сильнейших, хотя и далеко от первой двадцатки. На следующий год он снова стал победителем одного турнира АТР, на этот раз в Анталье (Турция), где с ним выступал Куреши. Как на Открытом чемпионате Франции, так и на Уимблдоне партнёром шведа был австралиец Сэм Грот; оба раза они побеждали во втором круге высоко сеяные пары (соответственно братьев Брайанов и Джейми Маррея с Бруно Соаресом), но затем оступались на следующем этапе. По итогам сезона Линдстедт в очередной раз удержался в числе ста лучших парных игроков мира.
За 2018 год швед трижды играл в финалах турниров базового уровня, в мае в Стамбуле завоевав со своим прежним партнёром Домиником Инглотом 22-й титул в карьере. На Уимблдонском турнире именно Инглот и хорват Франко Шкугор остановили Линдстедта и Робина Хасе в четвертьфинале. Эти результаты помогли Линдстедту вернуться по итогам сезона в Top-50 рейтинга АТР. В Кубке Дэвиса он принёс сборной Швеции два очка в двух матчах и помог ей вернуться в высший эшелон этого соревнования (в новом формате это означало место среди посеянных команд в квалификации Мировой группы). В 2019 году Линдстедт проиграл в первом раунде в трёх из четырёх турниров Большого шлема (на Уимблдоне — во втором). Однако в мае он дошёл до финала на турнире АТР базовой категории в Женеве, где с ним выступал австралиец Мэттью Эбден, а в сентябре на Открытом чемпионате Мозеля швед, занимавший 70-е место в рейтинге, в паре с немцем Яном-Леннардом Штруффом завоевал свой 23-й титул в турнирах АТР. По пути к титулу шведско-немецкий тандем последовательно обыграл вторую, четвёртую и первую сеяные пары.
Лучшим результатом 2020 года, в условиях сезона, сокращённого из-за пандемии, для 43-летнего Линдстедта стал выход во второй круг на «Ролан Гаррос». В общей сложности за сезон он выиграл 4 матча из 13 проведённых в турнирах Большого шлема и АТР, но окончил год в первой сотне рейтинга. Он провёл несколько матчей в «челленджерах» во франции в начале 2021 года, но затем не выступал до второй половины октября. В концовке сезона швед сыграл два матча в турнире ATP в Стокгольме в паре с соотечественником Андре Йёранссоном, после чего они вместе выступили за сборную Швеции в финальной части Кубка Дэвиса, в двух встречах группового этапа одержав одну победу. В декабре Линдстедт объявил о завершении игровой карьеры и переходе в тренеры.

## Рейтинг на конец года
| Год  | Одиночный рейтинг | Парный рейтинг |
| 2021 |                   | 186            |
| 2020 |                   | 87             |
| 2019 |                   | 70             |
| 2018 |                   | 46             |
| 2017 |                   | 72             |
| 2016 |                   | 39             |
| 2015 |                   | 26             |
| 2014 |                   | 13             |
| 2013 |                   | 19             |
| 2012 |                   | 8              |
| 2011 |                   | 16             |
| 2010 |                   | 21             |
| 2009 |                   | 27             |
| 2008 |                   | 26             |
| 2007 |                   | 39             |
| 2006 |                   | 42             |
| 2005 | 987               | 62             |
| 2004 | 433               | 96             |
| 2003 | 442               | 204            |
| 2002 | 487               | 934            |
| 2001 | 751               | 357            |
| 2000 | 463               | 235            |
| 1999 | 596               | 329            |
| 1998 | 1 324             | 518            |
| 1997 | 1366              |                |
| 1996 | 1002              |                |
| 1995 | 1145              | 734            |
| 1994 |                   | 973            |

По данным официального сайта ATP на последнюю неделю года.

## Выступления на турнирах

### Финалы челленджеров и фьючерсов в одиночном разряде (9)

#### Победы (5)
| Титулы              |
| Челленджеры (0+11)* |
| Фьючерсы (5+16)     |

| Титулы по покрытиям | Титулы по месту проведения матчей турнира |
| ------------------- | ----------------------------------------- |
| Хард (0+10)*        | Зал (0+12)                                |
| Грунт (5+11)        | Зал (0+12)                                |
| Трава (0)           | Открытый воздух (5+15)                    |
| Ковёр (0+6)         | Открытый воздух (5+15)                    |

* количество побед в одиночном разряде + количество побед в парном разряде.
| №  | Дата            | Турнир               | Покрытие | Соперник в финале   | Счёт          |
| 1. | 9 сентября 2001 | Вроцлав, Польша      | Грунт    | Шарль-Эдуар Мария   | 6-3 6-0       |
| 2. | 7 июля 2002     | Лиссабон, Португалия | Грунт    | Серхи Аруми Ромеу   | 3-6 6-3 6-4   |
| 3. | 25 августа 2002 | Познань, Польша      | Грунт    | Марцин Голаб        | 7-5 7-5       |
| 4. | 1 сентября 2002 | Лодзь, Польша        | Грунт    | Стиан Боретти       | 6-1 6-2       |
| 5. | 27 апреля 2003  | Хоэнбрунн, Германия  | Грунт    | Марк-Кевин Гёлльнер | 7-6(4) 7-6(4) |

#### Поражения (4)
| №  | Дата             | Турнир                         | Покрытие   | Соперник в финале | Счёт        |
| 1. | 8 июня 2003      | Людвигсхафен-ам-Райн, Германия | Грунт      | Ларс Ибель        | 4-6 0-6     |
| 2. | 31 августа 2003  | Алфен-ан-ден-Рейн, Нидерланды  | Грунт      | Денис Гремельмайр | 3-6 6-3 3-6 |
| 3. | 28 сентября 2003 | Гётеборг, Швеция               | Хард (зал) | Тимо Ниеминен     | 2-6 6-4 1-6 |
| 4. | 28 марта 2004    | Берни, Австралия               | Хард       | Лу Яньсюнь        | 3-6 0-6     |

### Финалы турниров Большого шлема в парном разряде (4)

#### Победы (1)
| №  | Год  | Турнир                       | Покрытие | Партнёр     | Соперники в финале        | Счёт    |
| 1. | 2014 | Открытый чемпионат Австралии | Хард     | Лукаш Кубот | Эрик Буторак Равен Класен | 6-3 6-3 |

#### Поражения (3)
| №  | Год  | Турнир       | Покрытие | Партнёр     | Соперники в финале               | Счёт                      |
| 1. | 2010 | Уимблдон     | Трава    | Хория Текэу | Юрген Мельцер Филипп Пецшнер     | 1-6 5-7 5-7               |
| 2. | 2011 | Уимблдон (2) | Трава    | Хория Текэу | Боб Брайан Майк Брайан           | 3-6 4-6 6-7(2)            |
| 3. | 2012 | Уимблдон (3) | Трава    | Хория Текэу | Джонатан Маррей Фредерик Нильсен | 6-4 4-6 6-7(5) 7-6(5) 3-6 |

### Финалы турнировATPв парном разряде (48)

#### Победы (23)
| Легенда                       |
| ----------------------------- |
| Турниры Большого шлема (0+1)* |
| Итоговый турнир ATP (0)       |
| Мастерс (0+1)                 |
| АТР 500 (0+4)                 |
| АТР 250 (0+17)                |

| Титулы по покрытиям | Титулы по месту проведения матчей турнира |
| ------------------- | ----------------------------------------- |
| Хард (0+13)*        | Зал (0+3)                                 |
| Грунт (0+7)         | Зал (0+3)                                 |
| Трава (0+3)         | Открытый воздух (0+20)                    |
| Ковёр (0)           | Открытый воздух (0+20)                    |

* количество побед в одиночном разряде + количество побед в парном разряде.
| №   | Дата             | Турнир                       | Покрытие   | Партнёр              | Соперники в финале                     | Счёт              |
| 1.  | 30 сентября 2007 | Мумбаи, Индия                | Хард       | Яркко Ниеминен       | Рохан Бопанна Айсам-уль-Хак Куреши     | 7-6(3) 7-6(5)     |
| 2.  | 7 октября 2007   | Токио, Япония                | Хард       | Джордан Керр         | Фрэнк Данцевич Стивен Хасс             | 6-4 6-4           |
| 3.  | 17 августа 2008  | Вашингтон, США               | Хард       | Марк Жикель          | Бруно Соарес Кевин Ульетт              | 7-6(6) 6-3        |
| 4.  | 17 января 2009   | Окленд, Новая Зеландия       | Хард       | Мартин Дамм          | Скотт Липски Леандер Паес              | 7-5 6-4           |
| 5.  | 8 февраля 2009   | Загреб, Хорватия             | Хард (зал) | Мартин Дамм          | Рогир Вассен Кристофер Кас             | 6-4 6-3           |
| 6.  | 9 августа 2009   | Вашингтон, США (2)           | Хард       | Мартин Дамм          | Марцин Матковский Мариуш Фирстенберг   | 7-5 7-6(3)        |
| 7.  | 10 апреля 2010   | Касабланка, Марокко          | Грунт      | Хория Текэу          | Рохан Бопанна Айсам-уль-Хак Куреши     | 6-2 3-6 [10-7]    |
| 8.  | 19 июня 2010     | Хертогенбос, Нидерланды      | Трава      | Хория Текэу          | Лукаш Длоуги Леандер Паес              | 1-6 7-5 [10-7]    |
| 9.  | 18 июля 2010     | Бостад, Швеция               | Грунт      | Хория Текэу          | Симоне Ваньоцци Андреас Сеппи          | 6-4 7-5           |
| 10. | 28 августа 2010  | Нью-Хейвен, США              | Хард       | Хория Текэу          | Рохан Бопанна Айсам-уль-Хак Куреши     | 6-4 7-5           |
| 11. | 10 апреля 2011   | Касабланка, Марокко (2)      | Грунт      | Хория Текэу          | Игорь Зеленай Колин Флеминг            | 6-2 6-1           |
| 12. | 17 июля 2011     | Бостад, Швеция (2)           | Грунт      | Хория Текэу          | Симон Аспелин Андреас Сильестрём       | 6-3 6-3           |
| 13. | 28 апреля 2012   | Бухарест, Румыния            | Грунт      | Хория Текэу          | Лукаш Кубот Жереми Шарди               | 7-6(1) 7-5        |
| 14. | 23 июня 2012     | Хертогенбос, Нидерланды (2)  | Трава      | Хория Текэу          | Хуан Себастьян Кабаль Дмитрий Турсунов | 6-3 7-6(1)        |
| 15. | 15 июля 2012     | Бостад, Швеция (3)           | Грунт      | Хория Текэу          | Александр Пейя Бруно Соарес            | 6-3 7-6(5)        |
| 16. | 19 августа 2012  | Цинциннати, США              | Хард       | Хория Текэу          | Махеш Бхупати Рохан Бопанна            | 6-4 6-4           |
| 17. | 17 февраля 2013  | Роттердам, Нидерланды        | Хард (зал) | Ненад Зимонич        | Тимо де Баккер Йессе Хута Галунг       | 5-7 6-3 [10-8]    |
| 18. | 25 января 2014   | Открытый чемпионат Австралии | Хард       | Лукаш Кубот          | Эрик Буторак Равен Класен              | 6-3 6-3           |
| 19. | 29 августа 2015  | Уинстон-Сейлем, США          | Хард       | Доминик Инглот       | Эрик Буторак Скотт Липски              | 6-2 6-4           |
| 20. | 2 октября 2016   | Шэньчжэнь, Китай             | Хард       | Фабио Фоньини        | Оливер Марах Фабрис Мартен             | 7-6(4) 6-3        |
| 21. | 30 июня 2017     | Анталья, Турция              | Трава      | Айсам-уль-Хак Куреши | Оливер Марах Мате Павич                | 7-5 4-1 — отказ   |
| 22. | 6 мая 2018       | Стамбул, Турция              | Грунт      | Доминик Инглот       | Бен Маклахлан Николас Монро            | 3-6 6-3 [10-8]    |
| 23. | 22 сентября 2019 | Мец, Франция                 | Хард (зал) | Ян-Леннард Штруфф    | Николя Маю Эдуар Роже-Васслен          | 2-6 7-6(1) [10-4] |

#### Поражения (25)
| №   | Дата             | Турнир                  | Покрытие   | Партнёр           | Соперники в финале                    | Счёт                      |
| 1.  | 2 октября 2005   | Хошимин, Вьетнам        | Хард       | Эшли Фишер        | Ларс Бургсмюллер Филипп Кольшрайбер   | 6-5(3) 4-6 2-6            |
| 2.  | 5 марта 2006     | Лас-Вегас, США          | Хард       | Ярослав Левинский | Боб Брайан Майк Брайан                | 3-6 2-6                   |
| 3.  | 23 июля 2006     | Штутгарт, Германия      | Грунт      | Ив Аллегро        | Гастон Гаудио Максим Мирный           | 5-7 7-6(4) [10-12]        |
| 4.  | 28 февраля 2009  | Дубай, ОАЭ              | Хард       | Мартин Дамм       | Рик де Вуст Дмитрий Турсунов          | 6-4 3-6 [5-10]            |
| 5.  | 10 мая 2009      | Оэйраш, Португалия      | Грунт      | Мартин Дамм       | Эрик Буторак Скотт Липски             | 3-6 2-6                   |
| 6.  | 19 июля 2009     | Бостад, Швеция          | Грунт      | Робин Сёдерлинг   | Ярослав Левинский Филип Полашек       | 6-1 3-6 [7-10]            |
| 7.  | 21 февраля 2010  | Марсель, Франция        | Хард (зал) | Юлиан Ноул        | Жюльен Беннето Микаэль Льодра         | 4-6 3-6                   |
| 8.  | 4 июля 2010      | Уимблдон                | Трава      | Хория Текэу       | Юрген Мельцер Филипп Пецшнер          | 1-6 5-7 5-7               |
| 9.  | 9 января 2011    | Брисбен, Австралия      | Хард       | Хория Текэу       | Лукаш Длоуги Пол Хенли                | 4-6 — отказ               |
| 10. | 18 июня 2011     | Хертогенбос, Нидерланды | Трава      | Хория Текэу       | Даниэле Браччали Франтишек Чермак     | 3-6 6-2 [8-10]            |
| 11. | 3 июля 2011      | Уимблдон                | Трава      | Хория Текэу       | Боб Брайан Майк Брайан                | 3-6 4-6 6-7(2)            |
| 12. | 7 августа 2011   | Вашингтон, США          | Хард       | Хория Текэу       | Ненад Зимонич Микаэль Льодра          | 7-6(3) 6-7(6) [7-10]      |
| 13. | 9 октября 2011   | Пекин, Китай            | Хард       | Хория Текэу       | Ненад Зимонич Микаэль Льодра          | 6-7(2) 6-7(4)             |
| 14. | 19 февраля 2012  | Роттердам, Нидерланды   | Хард (зал) | Хория Текэу       | Ненад Зимонич Микаэль Льодра          | 6-4 5-7 [14-16]           |
| 15. | 13 мая 2012      | Мадрид, Испания         | Грунт      | Хория Текэу       | Марцин Матковский Мариуш Фирстенберг  | 3-6 4-6                   |
| 16. | 7 июля 2012      | Уимблдон                | Трава      | Хория Текэу       | Джонатан Маррей Фредерик Нильсен      | 6-4 4-6 6-7(5) 7-6(5) 3-6 |
| 17. | 21 октября 2012  | Стокгольм, Швеция       | Хард (зал) | Ненад Зимонич     | Марсело Мело Бруно Соарес             | 7-6(4) 5-7 [6-10]         |
| 18. | 2 марта 2013     | Дубай, ОАЭ (2)          | Хард       | Ненад Зимонич     | Махеш Бхупати Микаэль Льодра          | 6-7(6) 6-7(6)             |
| 19. | 28 апреля 2013   | Барселона, Испания      | Грунт      | Даниэль Нестор    | Александр Пейя Бруно Соарес           | 7-5 6-7(7) [4-10]         |
| 20. | 20 октября 2013  | Стокгольм, Швеция (2)   | Хард (зал) | Йонас Бьоркман    | Айсам-уль-Хак Куреши Жан-Жюльен Ройер | 2-6 2-6                   |
| 21. | 3 мая 2015       | Стамбул, Турция         | Грунт      | Юрген Мельцер     | Раду Албот Душан Лайович              | 4-6 6-7(2)                |
| 22. | 30 октября 2016  | Базель, Швейцария       | Хард (зал) | Майкл Винус       | Марсель Гранольерс Джек Сок           | 3-6 4-6                   |
| 23. | 17 июня 2018     | Штутгарт, Германия (2)  | Трава      | Марцин Матковский | Филипп Пецшнер Тим Пютц               | 6-7(5) 3-6                |
| 24. | 30 сентября 2018 | Шэньчжэнь, Китай        | Хард       | Раджив Рам        | Бен Маклахлан Джо Солсбери            | 6-7(5) 6-7(4)             |
| 25. | 25 мая 2019      | Женева, Швейцария       | Грунт      | Мэттью Эбден      | Оливер Марах Мате Павич               | 4-6 4-6                   |

### Финалы челленджеров и фьючерсов в парном разряде (40)

#### Победы (27)
| №   | Дата             | Турнир                        | Покрытие    | Партнёр            | Соперники в финале                           | Счёт              |
| 1.  | 16 августа 1998  | Юрмала, Латвия                | Грунт       | Мануэль Хоркера    | Гиртс Дзелде Андрис Филимонов                | 5-7 6-3 6-3       |
| 2.  | 13 сентября 1998 | Бакэу, Румыния                | Грунт       | Мануэль Хоркера    | Михал Гавловский Бартломей Дабровский        | 7-6 4-6 7-6       |
| 3.  | 2 октября 1998   | Гётеборг, Швеция              | Хард (зал)  | Йоэль Кристенсен   | Йоханнес Унтербергер Мартин Шпоттл           | 6-4 6-4           |
| 4.  | 10 октября 1998  | Оулу, Финляндия               | Ковёр (зал) | Роберт Самуэльссон | Эшли Фишер Эшли Форд                         | 6-3 6-4           |
| 5.  | 26 сентября 1999 | Гётеборг, Швеция              | Хард (зал)  | Фредрик Ловен      | Митти Арнольд Томас Блейк                    | 3-6 6-3 7-6(5)    |
| 6.  | 9 апреля 2000    | Клермон-Ферран, Франция       | Ковёр (зал) | Джеймс Дэвидсон    | Патрик Зоммер Маттиас Мюллер                 | 3-6 7-6(6) 6-3    |
| 7.  | 24 сентября 2000 | Гётеборг, Швеция              | Ковёр (зал) | Фредрик Ловен      | Андреас Таттермуш Ульрих Типпенхауэр         | 6-2 6-4           |
| 8.  | 25 февраля 2001  | Вольфсбург, Германия          | Ковёр (зал) | Фредрик Ловен      | Ян Борушевский Маркус Менцлер                | 7-6(6) 6-7(7) 6-4 |
| 9.  | 9 сентября 2001  | Вроцлав, Польша               | Грунт       | Филип Прпич        | Оливье Лежён Петер Лучак                     | 7-6(4) 6-7(5) 6-4 |
| 10. | 30 сентября 2001 | Гётеборг, Швеция              | Хард (зал)  | Фредрик Ловен      | Даниель Андерссон Роберт Самуэльссон         | 6-4 6-4           |
| 11. | 6 октября 2002   | Сантьяго, Чили                | Грунт       | Марсио Карлссон    | Адриан Гарсия Франсиско Кабельо              | 6-3 — отказ       |
| 12. | 27 апреля 2003   | Хоэнбрунн, Германия           | Грунт       | Фредрик Ловен      | Эдуар Роже-Васслен Жо-Вильфрид Тсонга        | 6-4 6-1           |
| 13. | 4 мая 2003       | Эслинген-ам-Неккар, Германия  | Грунт       | Фредрик Ловен      | Себастьян Йегер Флориан Йешонек              | 6-3 6-4           |
| 14. | 24 августа 2003  | Энсхеде, Нидерланды           | Грунт       | Габриэль Трифу     | Эдвин Кемпес Паул Логтенс                    | Без игры          |
| 15. | 31 августа 2003  | Алфен-ан-ден-Рейн, Нидерланды | Грунт       | Ларс Ибель         | Джонатан Медина Альварес Николас Тодеро      | Без игры          |
| 16. | 5 октября 2003   | Хвар, Хорватия                | Грунт       | Себастьян Йегер    | Хавьер Гарсия Синтес Херман Пуэнтес Альканис | 6-2 7-6(5)        |
| 17. | 9 ноября 2003    | Эккенталь, Германия           | Ковёр (зал) | Стивен Хасс        | Ларс Бургсмюллер Андреас Таттермуш           | Без игры          |
| 18. | 16 ноября 2003   | Хельсинки, Финляндия          | Хард (зал)  | Робин Сёдерлинг    | Роко Каранушич Янко Типсаревич               | 6-3 6-7(2) 6-1    |
| 19. | 18 января 2004   | Штутгарт, Германия            | Хард (зал)  | Йенс Книппшильд    | Дмитрий Власов Ловро Зовко                   | 6-7(5) 6-3 6-3    |
| 20. | 8 февраля 2004   | Вольфсбург, Германия          | Ковёр (зал) | Жан-Клод Шеррер    | Джош Гоффи Хуан Игнасио Карраско             | 6-2 4-6 7-6(5)    |
| 21. | 12 сентября 2004 | Сеул, Южная Корея             | Хард        | Эшли Фишер         | Юхан Ландсберг Томас Симада                  | 7-5 7-6(0)        |
| 22. | 21 ноября 2004   | Хельсинки, Финляндия          | Хард (зал)  | Лу Яньсюнь         | Джанлукка Бадзика Массимо Делл’Акква         | 6-2 6-2           |
| 23. | 9 апреля 2005    | Таллахасси, США               | Хард        | Александр Пейя     | Горан Драгичевич Мирко Пехар                 | 6-2 7-5           |
| 24. | 1 мая 2005       | Тунис, Тунис                  | Грунт       | Томас Беренд       | Марко Кьюдинелли Жан-Клод Шеррер             | 3-6 6-1 6-3       |
| 25. | 23 апреля 2006   | Пейджет, Бермудские Острова   | Грунт       | Томаш Цибулец      | Алекс Кузнецов Джефф Моррисон                | 6-7(1) 6-3 [10-4] |
| 26. | 22 марта 2015    | Ирвинг, США                   | Хард        | Сергей Стаховский  | Беньямин Беккер Филипп Пецшнер               | 6-4 6-4           |
| 27. | 18 августа 2019  | Ванкувер, Канада              | Хард        | Джонни О'Мара      | Трет Конрад Хьюи Адиль Шамасдин              | 6-2 7-5           |

#### Поражения (13)
| №   | Дата             | Турнир                   | Покрытие    | Партнёр            | Соперники в финале                           | Счёт           |
| 1.  | 1 октября 1995   | Викен, Швеция            | Ковёр (зал) | Никлас Линдстедт   | Никлас Тимфьорд Фредерик Юнссон              | 4-6 6-7        |
| 2.  | 27 сентября 1998 | Гётеборг, Швеция         | Хард (зал)  | Йоэль Кристенсен   | Митти Арнольд Тодд Мерингофф                 | 6-4 4-6 3-6    |
| 3.  | 19 апреля 1999   | Рим, Италия              | Грунт       | Ян Херманссон      | Максим Бойе Николя Кишкевиц                  | 6-3 2-6 3-6    |
| 4.  | 3 октября 1999   | Гётеборг, Швеция         | Хард (зал)  | Фредрик Ловен      | Митти Арнольд Томас Блейк                    | 6-1 6-7(5) 5-7 |
| 5.  | 26 марта 2000    | Пуатье, Франция          | Ковёр (зал) | Фредрик Ловен      | Максим Бойе Иво Карлович                     | 7-5 3-6 6-7(1) |
| 6.  | 16 февраля 2003  | Любек, Германия          | Ковёр (зал) | Фредрик Ловен      | Джордан Керр Ота Фукарек                     | 3-6 6-3 3-6    |
| 7.  | 12 октября 2003  | Новаля, Хорватия         | Грунт       | Себастьян Йегер    | Хавьер Гарсия Синтес Херман Пуэнтес Альканис | Без игры       |
| 8.  | 11 апреля 2004   | Калабасас, США           | Хард        | Иво Клец           | Грейдон Оливер Тревис Пэрротт                | 5-7 3-6        |
| 9.  | 30 мая 2004      | Любляна, Словения        | Грунт       | Майкл Расселл      | Рик де Вуст Джованни Лапентти                | 3-6 4-6        |
| 10. | 6 февраля 2005   | Андрезье-Бутеон, Франция | Хард (зал)  | Жан-Клод Шеррер    | Александр Васке Николя Томан                 | 6-7(2) 6-7(4)  |
| 11. | 12 июня 2005     | Лугано, Швейцария        | Грунт       | Мариуш Фирстенберг | Энцо Артони Хуан Пабло Бжежицки              | 6-4 2-6 2-6    |
| 12. | 27 ноября 2005   | Люксембург               | Хард (зал)  | Рогир Вассен       | Эрик Буторак Крис Дрейк                      | 6-4 3-6 4-6    |
| 13. | 20 августа 2017  | Ванкувер, Канада         | Хард        | Трет Конрад Хьюи   | Джеймс Серретани Нил Скупски                 | 6-7(6) 2-6     |

### Финалы турниров Большого шлема в смешанном парном разряде (1)

#### Поражения (1)
| №  | Год  | Турнир   | Покрытие | Партнёр         | Соперники в финале      | Счёт    |
| 1. | 2019 | Уимблдон | Трава    | Елена Остапенко | Чжань Юнжань Иван Додиг | 2-6 3-6 |

### Финалы командных турниров (1)

#### Победы (1)
| №  | Год  | Турнир               | Команда                                        | Соперник в финале                        | Счёт |
| 1. | 2008 | Командный Кубок мира | Швеция Р. Линдстедт, Р. Сёдерлинг, Т. Юханссон | Россия И. Андреев, Д. Турсунов, М. Южный | 2-1  |

## История выступлений на турнирах
| Турнир                       | 2004  | 2005          | 2006          | 2007          | 2008  | 2009          | 2010          | 2011          | 2012   | 2013          | 2014          | 2015          | 2016  | 2017          | 2018          | 2019          | 2020          | Итог   | В/П за карьеру |
| ---------------------------- | ----- | ------------- | ------------- | ------------- | ----- | ------------- | ------------- | ------------- | ------ | ------------- | ------------- | ------------- | ----- | ------------- | ------------- | ------------- | ------------- | ------ | -------------- |
| Турниры Большого шлема       |       |               |               |               |       |               |               |               |        |               |               |               |       |               |               |               |               |        |                |
| Открытый чемпионат Австралии | -     | -             | 2Р            | 1Р            | 2Р    | 2Р            | 1Р            | 1Р            | 1/2    | 2Р            | П             | 2Р            | 3Р    | 2Р            | 2Р            | 1Р            | 1Р            | 1 / 15 | 19-14          |
| Открытый чемпионат Франции   | -     | 1Р            | 1Р            | -             | 2Р    | 1Р            | 1Р            | 1/4           | 2Р     | 2Р            | 1/4           | 2Р            | -     | 3Р            | 1Р            | 1Р            | 2Р            | 0 / 14 | 13-14          |
| Уимблдонский турнир          | 2Р    | 2Р            | 1Р            | 2Р            | 1/4   | 3Р            | Ф             | Ф             | Ф      | 1/4           | 2Р            | 2Р            | 3Р    | 3Р            | 1/4           | 2Р            | НП            | 0 / 16 | 35-16          |
| Открытый чемпионат США       | 1Р    | 2Р            | 2Р            | 2Р            | 1/4   | 3Р            | 3Р            | 1/4           | 3Р     | 2Р            | 2Р            | 1/2           | 1/4   | 3Р            | 1Р            | 1Р            | -             | 0 / 16 | 26-16          |
| Итог                         | 0 / 2 | 0 / 3         | 0 / 4         | 0 / 3         | 0 / 4 | 0 / 4         | 0 / 4         | 0 / 4         | 0 / 4  | 0 / 4         | 1 / 4         | 0 / 4         | 0 / 3 | 0 / 4         | 0 / 4         | 0 / 4         | 0 / 2         | 1 / 61 |                |
| В/П в сезоне                 | 1-2   | 2-3           | 2-4           | 2-3           | 7-4   | 5-4           | 7-4           | 11-4          | 12-4   | 6-4           | 11-3          | 7-4           | 7-3   | 7-4           | 4-4           | 1-4           | 1-2           |        | 93-60          |
| Олимпийские игры             |       |               |               |               |       |               |               |               |        |               |               |               |       |               |               |               |               |        |                |
| Летняя олимпиада             | -     | Не проводился | Не проводился | Не проводился | -     | Не проводился | Не проводился | Не проводился | 2Р     | Не проводился | Не проводился | Не проводился | -     | Не проводился | Не проводился | Не проводился | Не проводился | 0 / 1  | 1-1            |
| Итоговые турниры             |       |               |               |               |       |               |               |               |        |               |               |               |       |               |               |               |               |        |                |
| Итоговый турнир ATP          | -     | -             | -             | -             | -     | -             | -             | Группа        | Группа | -             | 1/2           | -             | -     | -             | -             | -             | -             | 0 / 3  | 5-5            |

| Турнир                       | 2006          | 2008          | 2009          | 2010          | 2011          | 2012  | 2013          | 2014          | 2015          | 2016  | 2017          | 2018          | 2019          | Итог   | В/П за карьеру |
| ---------------------------- | ------------- | ------------- | ------------- | ------------- | ------------- | ----- | ------------- | ------------- | ------------- | ----- | ------------- | ------------- | ------------- | ------ | -------------- |
| Турниры Большого шлема       |               |               |               |               |               |       |               |               |               |       |               |               |               |        |                |
| Открытый чемпионат Австралии | -             | -             | 1Р            | -             | -             | -     | -             | 1Р            | 2Р            | 2Р    | 2Р            | -             | 2Р            | 0 / 6  | 4-6            |
| Открытый чемпионат Франции   | -             | 1Р            | 2Р            | 1Р            | 1Р            | -     | 1Р            | -             | 1/4           | -     | -             | -             | -             | 0 / 6  | 3-6            |
| Уимблдонский турнир          | 1Р            | 1Р            | 3Р            | 2Р            | -             | 1Р    | -             | -             | 1/2           | 2Р    | -             | 1Р            | Ф             | 0 / 9  | 11-8           |
| Открытый чемпионат США       | -             | 1/4           | 1/4           | 2Р            | -             | 1Р    | 2Р            | -             | 1Р            | 1Р    | 1Р            | -             | -             | 0 / 8  | 6-8            |
| Итог                         | 0 / 1         | 0 / 3         | 0 / 4         | 0 / 3         | 0 / 1         | 0 / 2 | 0 / 2         | 0 / 1         | 0 / 4         | 0 / 3 | 0 / 2         | 0 / 1         | 0 / 2         | 0 / 29 |                |
| В/П в сезоне                 | 0-1           | 2-3           | 4-4           | 1-3           | 0-1           | 0-2   | 1-2           | 0-1           | 7-4           | 2-2   | 1-2           | 0-1           | 6-2           |        | 24-28          |
| Олимпийские игры             |               |               |               |               |               |       |               |               |               |       |               |               |               |        |                |
| Летняя олимпиада             | Не проводился | Не проводился | Не проводился | Не проводился | Не проводился | 1Р    | Не проводился | Не проводился | Не проводился | -     | Не проводился | Не проводился | Не проводился | 0 / 1  | 0-1            |